# Villars-Fontaine
Villars-Fontaine è un comune francese di 131 abitanti situato nel dipartimento della Côte-d'Or nella regione della Borgogna-Franca Contea.

## Società

### Evoluzione demografica
Abitanti censiti